# Keteleeria fortunei
Keteleeria fortunei är en tallväxtart som först beskrevs av A. Murray bis och som fick sitt nu gällande namn av Élie Abel Carrière.
Keteleeria fortunei ingår i släktet Keteleeria och familjen tallväxter. Inga underarter finns listade i Catalogue of Life.
Arten förekommer i kulliga områden och bergstrakter i Kina i provinserna Fujian, Guangdong, Guangxi, Guizhou, Hong Kong, Hunan, Jiangxi, Yunnan och Zhejiang. Den hittas även i Vietnam. Utbredningsområdet ligger 380 till 1200 meter över havet. Vädret i regionen är tempererat till varmt och årsnederbörden varierar mellan 1300 och 2000 mm.
Keteleeria fortunei växer ofta i skogar med hårdbladsväxter samt med trädliknande växter av lagerordningen. Även andra barrträd som Pseudotsuga sinensis, kryptomeria, Cephalotaxus fortunei och Taxus chinensis kan ingå.
Arten trä används i regionen för olika konstruktioner och som ved. Keteleeria fortunei planteras sällan i skogsbruksområden. Skogsavverkningar utgör ett hot mot beståndet. IUCN kategoriserar arten globalt som nära hotad.